# تئو گریس
تئو گریس (انگلیسی: Theo Gries؛ زادهٔ ۱۰ فوریهٔ ۱۹۶۱) بازیکن فوتبال اهل آلمان است.
از باشگاه‌هایی که در آن بازی کرده‌است می‌توان به باشگاه فوتبال هرتابرلین، باشگاه فوتبال کایزرسلاوترن، باشگاه فوتبال آلمانیا آخن، و باشگاه فوتبال هانوفر ۹۶ اشاره کرد.